# Никола Хаджипетров
Никола (Колю) Хаджипетров или Петровски (изписване до 1945 година: Никола хаджи Петровъ) е български революционер, деец на Вътрешната македоно-одринска революционна организация.

## Биография
Роден е в пашмаклийското село Карлуково, тогава в Османската империя, днес Славейно, България. Един от основателите на революционния комитет в родното си село. По-късно става член и на околийския комитет на ВМОРО. По време на Илинденско-преображенското въстание е в четата на Пею Шишманов. Убит е в 1906 година от турска чета в Гюмюрджинско.
Христо Караманджуков пише:
| „ | ...скромния и тих наглед, но пламенен, смел и решителен и безмерно предан деец... Колю Петров бе много безстрашен, настойчив, упорит и неуклончив в преследване на поставените си цели. Той бе един вид боевата сила. | “ |